# Stamp

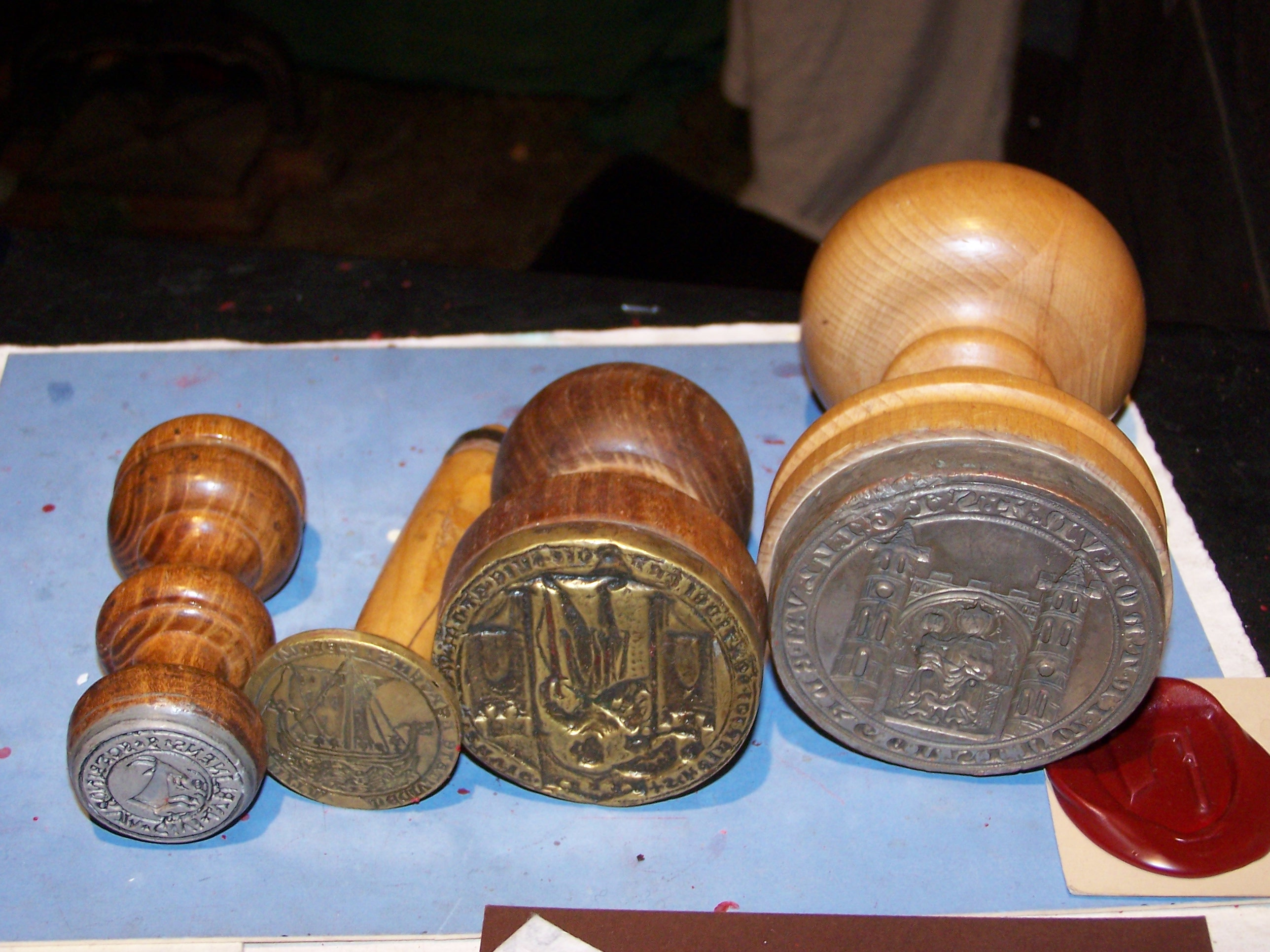
Sigillstampar i Polen.

En stamp är en typ av fallhammare, en anordning gjord av ett tungt material med avsikt att kunna åstadkomma ett tryck oftast genom en upp- och nedåtgående rörelse med stampen. Typer av stampverk: vadmalsstamp, benstamp, sinnerstamp, malmstamp, oljestamp. Oljestampar används för att utvinna olja ur exempelvis linfrö.
Stora fallhammare gjorda av trästockar fanns till exempel i vattenkvarndrivna anordningar som för smide: stångjärnshammare och en mindre variant knipphammare.
Lite mindre stampar användes till exempel för att prägla mynt, myntstampar. För att trycka in sigillmärkningen i lack med mera användes handhållna sigillstampar av metall och trä.